# Pleumeur-Bodou
Pleumeur-Bodou is een gemeente in Frankrijk. Het ligt in het noorden van Bretagne aan de Atlantische Oceaan. Er behoren enkele kleine eilanden tot de gemeente. De kust wordt daar ook Côte de granit rose genoemd. Er staan een paar hunebedden en menhirs.

## Geografie
De oppervlakte van Pleumeur-Bodou bedroeg op 1 januari 2022 26,71 vierkante kilometer; de bevolkingsdichtheid was toen 143,3 inwoners per km².
De onderstaande kaart toont de ligging van Pleumeur-Bodou met de belangrijkste infrastructuur en aangrenzende gemeenten.

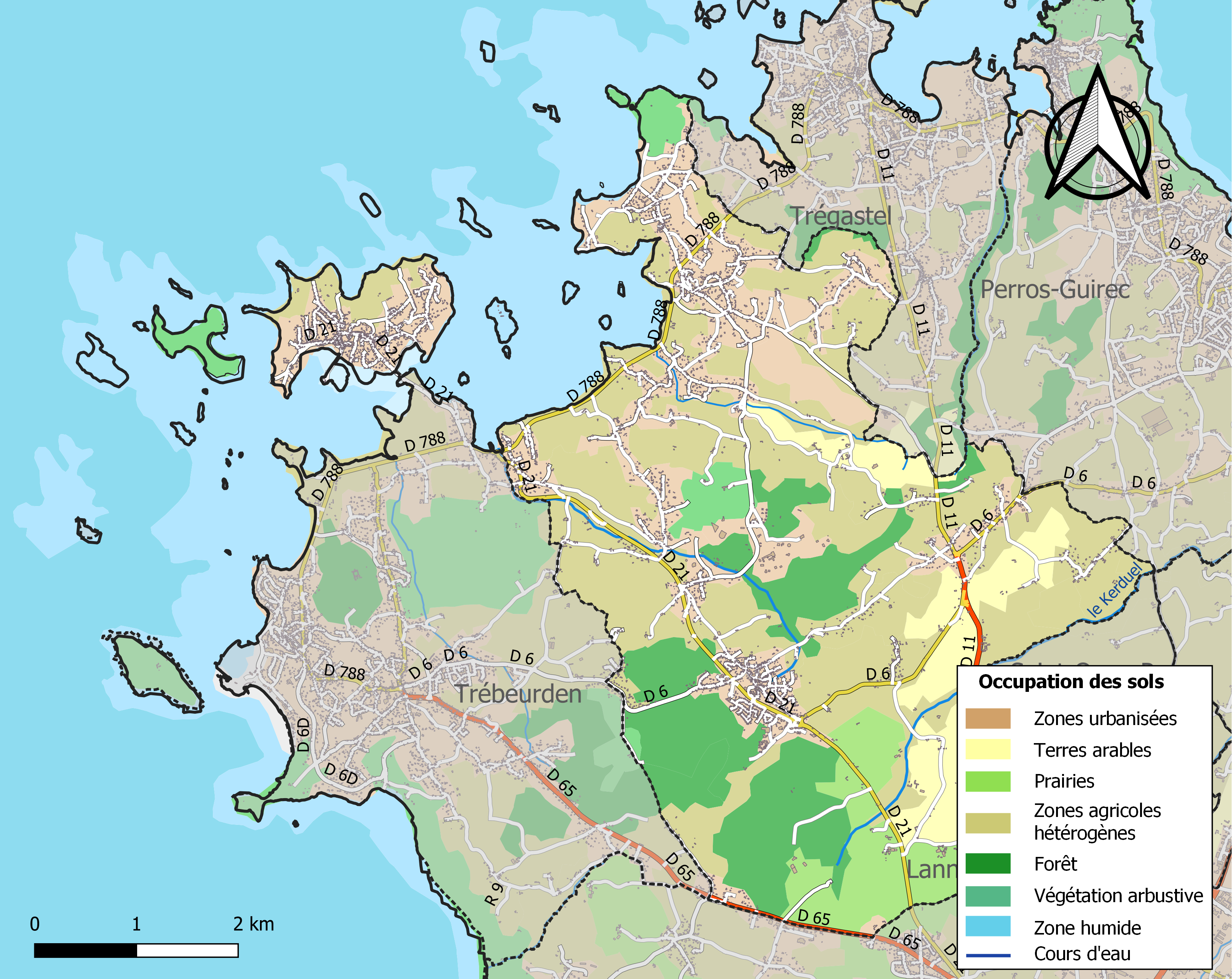

## Demografie
Pleumeur-Bodou telde 3.828 inwoners op 1 januari 2022.
Onderstaande figuur toont het verloop van het inwonertal, bron: INSEE-tellingen. 

## Stedenband
- Crosshaven